# Nomada amamiensis
Nomada amamiensis là một loài Hymenoptera trong họ Apidae. Loài này được Hirashima mô tả khoa học năm 1960.